# Jealous Heart
Jealous Heart ist ein Lied der amerikanischen Countrysängerin und -komponistin Jenny Lou Carson aus dem Jahr 1944, das zuerst von Tex Ritter & his Texans aus dem Jahr 1944 aufgenommen und veröffentlicht wurde. Neben der Originalversion wurden zahlreiche Coverversionen bekannt, unter anderem von Ivory Joe Hunter im Jahr 1949 sowie von Connie Francis im Jahr 1965. Im deutschsprachigen Raum wurde das Lied ab 1951 in der Übersetzung als Blaue Nacht am Hafen von der Sängerin Lale Andersen populär, das in der Folge von zahlreichen Schlagersängern interpretiert wurde. Eine spanischsprachige Version unter dem Titel Celoso, zuerst aufgenommen 1966 vom Trio Los Panchos, konnte sich in zahlreichen Versionen vor allem in Mexiko, Costa Rica und anderen spanischsprachigen Ländern Süd- und Mittelamerikas als Standard etablieren.

## Hintergrund

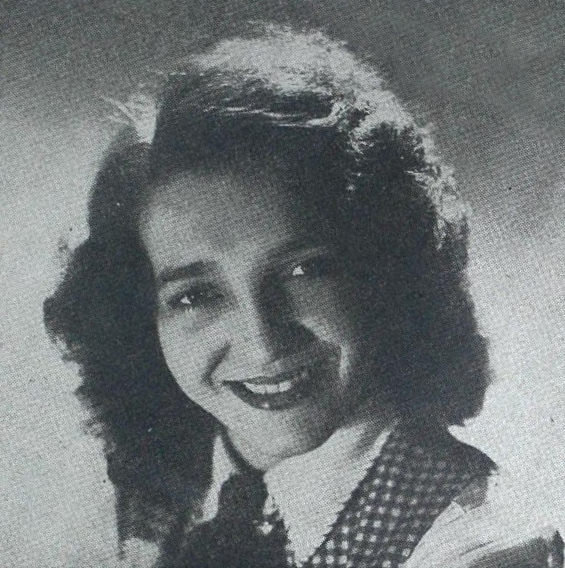
Jenny Lou Carson, ca. 1945

Das Lied wurde von der Sängerin und Songschreiberin Jenny Lou Carson geschrieben und komponiert. Diese wählte den bereits seit den 1930ern bekannten Schauspieler und Sänger Tex Ritter als Interpreten für das Lied, das am 20. September 1944 von Tex Ritter & his Texans aufgenommen wurde. Es erschien 1955 als A-Seite einer 10-Inch-Schellackplatte bei Capitol Records zusammen mit dem Lied We Live in two Different Worlds, ebenfalls von Tex Ritter & his Texans interpretiert und geschrieben von Fred Rose. Sie selbst nahm das Lied am 13. November 1944 in Chicago, Illinois, auf und veröffentlichte es ebenfalls 1945 zusammen mit ihrem Lied Dear God, Watch Over Joe, allerdings bei Decca Records.
Jealous Heart gehörte zu den ersten großen Hits von Jenny Lou Carson und konnte sich für 23 Wochen in den Billboard-Countrycharts halten. Im gleichen Jahr erschien mit dem ebenfalls von Tex Ritter interpretierten You Two-Timed me One Time Too Often ihr erster Nummer-eins-Hit der Countrycharts, der zugleich der erste von einer Frau geschriebene Nummer-Eins-Countryhit war.

## Text und Musik
Bei dem Lied handelt es sich um ein ruhiges, sentimental gehaltenes Lied über die Auswirkungen der Eifersucht auf eine Beziehung. Das „jealous heart“, übersetzt das „eifersüchtige Herz“, wird darin verantwortlich gemacht für das Auseinanderbrechen einer Beziehung und den darauf folgenden Schmerz der eifersüchtigen Person. Von Tex Ritter und anderen männlichen Interpreten wurde das Lied aus der männlichen Position gesungen, von Jenny Lou Carson und anderen weiblichen Interpreten aus der weiblichen mit dem gleichen Text und veränderten Personalpronomen („him“ statt „her“).

“Jealous Heart oh jealous heart stop beating

can't you see the damage you have done?

You have driven her away forever

Jealous heart now I'm the lonely one”

„Eifersüchtiges Herz oh eifersüchtiges Herz hör auf zu schlagen

Kannst du nicht sehen, welchen Schaden du angerichtet hast?

Du hast sie für immer vertrieben

Eifersüchtiges Herz, jetzt bin ich der Einsame“

## Coverversionen
Jealous Heart wurde sowohl auf Englisch wie auch in verschiedenen Übersetzungen zahlreich interpretiert. Im amerikanischen Sprachraum stammen Coverversionen vor allem aus dem Bereich der Country- und später auch der Popmusik. Im deutschsprachigen Bereich haben vor allem Schlagersänger das Lied Blaue Nacht am Hafen mit deutschem Text aufgegriffen, die mit Seemannsmusik assoziiert sind. Die Plattform cover.info listete im Februar 2022 mehr als 100 Versionen des Liedes in verschiedenen Sprachen.

### Englische Coverversionen

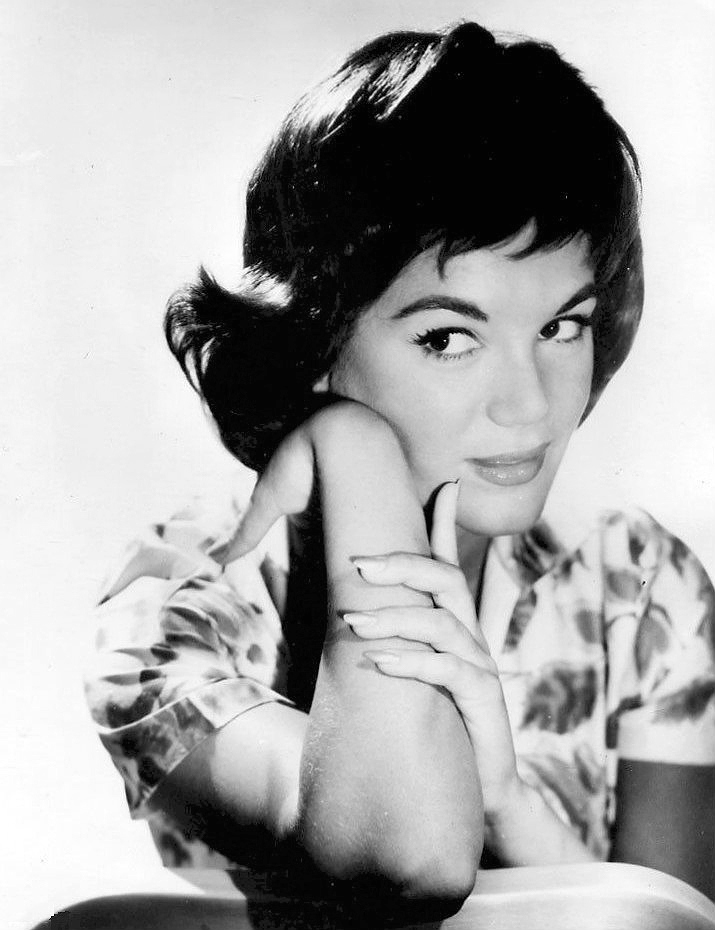
Connie Francis (1961)

Vor allem in den Vereinigten Staaten wurde Jealous Heart von zahlreichen Musikern aus dem Bereich der Country- und Westernmusik, jedoch auch im Rhythm and Blues und in der Popmusik aufgegriffen. Zu den erfolgreichsten Versionen gehören dabei Aufnahmen von Ivory Joe Hunter im Jahr 1949 sowie vor allem von Connie Francis im Jahr 1965, die sich auch in den Billboard-Charts platzieren konnten.
Zu den Künstlern, die das Lied auf Englisch oder als Instrumentalstück aufgenommen haben, gehören unter anderen:
- 1945: Happy Perryman & His Happy Go-Lucky Mountaineers
- 1949: Al Morgan
- 1949: Hugo Winterhalter & his Orchestra
- 1949: Ivory Joe Hunter
- 1949: Kenny Roberts
- 1956: Rosalie Allen with "Shorty" Warren & His Western Rangers
- 1958: Billy Vaughn
- 1958: Les Paul & Mary Ford
- 1958: Tab Hunter
- 1958: The Fontane Sisters
- 1960: Bob Luman
- 1960: Kitty Wells
- 1961: Patti Page
- 1961: Tennessee Ernie Ford
- 1961: Teresa Brewer
- 1962: Ace Cannon (Instrumental)
- 1962: Hank Locklin
- 1962: Jean Shepard
- 1962: Sue Thompson
- 1964: Henry Jerome & his Orchestra (Instrumental)
- 1964: The Andrews Sisters
- 1965: "Big" Tiny Little (Instrumental)
- 1965: Al Martino
- 1965: Bing Crosby
- 1965: Connie Francis
- 1965: The Cadets feat. Eileen Reid
- 1966: Elton Britt
- 1966: Lawrence Welk & his Orchestra (Instrumental)
- 1966: Loretta Lynn
- 1966: The Swingin' Gentry Singers
- 1966: Wanda Jackson
- 1967: Bill Haley
- 1968: The Mills Brothers
- 1968: De Chico’s
- 1966: Loretta Lynn
- 1972: Johnny Rodriguez (teilweise auf Spanisch)
- 1973: Des O’Connor
- 1975: Marie Osmond
- 1976: Freddy Quinn
- 1977: Jerry Lee Lewis
- 1985: Flaco Jiménez& The Rockin' Tex Mex Band (teilweise auf Spanisch)
- 1986: Ray Price
- 1991: Hank Snow
- 1995: Flaco Jiménez & Radney Foster (teilweise auf Spanisch)
- 1995: Tommy Scott
- 1996: Ernest Tubb
- 1999: Johnnie Ray with The Billy Taylor Quartet
- 2002: Wesley Tuttle

### Deutsche VersionBlaue Nacht am Hafen

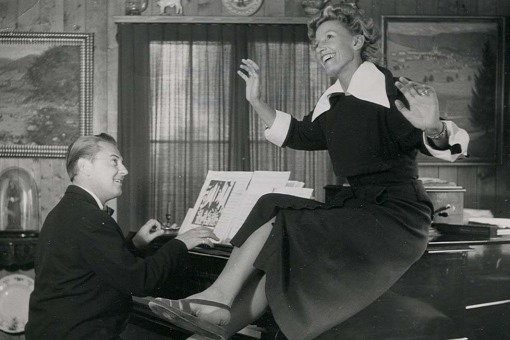
Lale Andersen mit ihrem Ehemann Artur Beul (1953)

1951 veröffentlichte die deutsche Sängerin und Schauspielerin Lale Andersen, die als Interpretin von Chansons und Seemannsliedern bekannt, mit Blaue Nacht am Hafen eine Version des Liedes in deutscher Sprache, die inhaltlich stark vom englischen Original abwich. Sie selbst hatte den Text unter ihrem Pseudonym Nicola Wilke geschrieben und am 9. Januar 1951 in Hamburg aufgenommen. Das Lied erschien als B-Seite der Schellack-Single von Wenn du kein Mädel weißt, einer deutschen Version des Liedes Good Night, Irene von Kurt Feltz, bei Polydor.
In der Folge wurde die deutschsprachige Version von mehreren Interpreten gecovert, unter anderem von:
- 1951: Willy Berking und sein Orchester, Maria Mucke, Peter Scheeben & Die Quintons
- 1952: Angèle Durand & das Hansen-Quartett
- 1952: Hein Timm, Orchester Cédric Dumont
- 1952: Klaus Groß & Das Sunshine Quartett
- 1952: Wolfgang Sauer & Golgowsky-Quartett & Will Glahé und sein Musette-Orchester
- 1961: Old Merry Tale Jazzband
- 1964: Chor und Orchester Horst Wende
- 1966: Die Blauen Jungs
- 1966: Connie Francis
- 1970: Rainer Thomas
- 1974: Lolita, Karl Barthel mit seiner Bordkapelle & Der Hamburger Matrosenchor
- 1978: Karin Rauschen
- 1996: Margot Eskens
- 2006: Captain Cook und seine singenden Saxophone
- 2007: Sünke
- 2009: Géraldine Olivier

Peter Alexander parodierte das Lied und die Sängerin Lale Andersen in dem deutschen Spielfilm Das süße Leben des Grafen Bobby von 1962, wo er diese bei einem Bühnenauftritt verkörpert und erst im Playback darstellt und danach, weil die Schallplatte zerbrochen ist, das Lied selbst mit einer nachgestellten Frauenstimme singt.

### Spanische VersionCeloso
Unter dem Titel Celoso erschien 1967 eine spanische Version des Liedes mit einem Text des mexikanischen Texters Mario Molina Montes, die im März 1966 vom Trio Los Panchos aufgenommen wurde. Das Lied kam im April in die Top 10 der mexikanischen Charts und stieg gemeinsam mit einer weiteren Version von Marco Antonio Muñiz auf Platz eins. Zudem stieg es auch in den argentinischen Charts bis auf Platz zwei, hier parallel platziert mit Coverversionen von José Feliciano und Oleo Guillot, während die Version von Muñiz auf Platz eins der Hitparade in Puerto Rico stieg. Weitere Versionen erschienen von Johnny Albino, Galy Galeano, Ezequiel Peña, José Luis Rodríguez González, Sergio Vega und Maná.

### Weitere Coverversionen
Neben den genannten Versionen gab es zahlreiche weitere Coverversionen in mehreren Sprachen, darunter Schwedisch, Finnisch, Niederländisch, Dänisch und Chinesisch. Aufnahmen in diesen Sprachen gibt es unter anderem von:
- 1950: Sven Arefeldt och Hans Lekkamrater: Hjärtats röst (Schwedisch, geschrieben von Börje Larsson)
- 1960: Matti Heinivaho: Mustasukkainen sydän (Finnisch, geschrieben von Kullervo)
- 1966: Alice & Ellen Kessler: Jalousie (Französisch, geschrieben von Pierre Delanoë)
- 1969: Rita Chao, Sakura: 忌妒心 (Chinesisch)
- 1971: Jussi Raittinen: Sydämein, niin mustasukkainen (Finnisch, geschrieben von Kari Kuuva)
- 1975: Jussi & Kantri Boys: Sydämein, niin mustasukkainen (Finnisch, geschrieben von Kari Kuuva)
- 1977: Tomtélius : Hjärtats röst (Schwedisch, geschrieben von Börje Larsson)
- 1977: Mia Westers: Jag ser tillbaka (Schwedisch, geschrieben von Bengt Haslum)
- 1979: Vikingarna: Hjärtats röst (Schwedisch, geschrieben von Börje Larsson)
- 1985: Anja: Waarom heb jij? (Niederländisch)
- 1991: Kandis: Hjertets sang (Dänisch, geschrieben von Fini)
- 1995: Richard Ragnvald: Hjertets sang (Dänisch, geschrieben von Fini)
- 1993: Christina Lindberg: Hjärtats röst (Schwedisch, geschrieben von Börje Larsson)

## Belege
1. ↑  
Tex Ritter & his Texans – Jealous Heart bei Discogs; abgerufen am 18. Februar 2022.
2. ↑  
Jenny Lou Carson – Jealous Heart / Dear God, Watch Over Joe bei Discogs; abgerufen am 18. Februar 2022.
3. ↑  
Tex Ritter & his Texans – Jealous Heart, Songtext auf genius.com; abgerufen am 19. Februar 2022.
4. 1 2 3 4 5  
Tex Ritter & his Texans – Jealous Heart (1944) auf cover.info; abgerufen am 18. Februar 2022.
5. ↑  Connie Francis – Jealous Heart,
 The Cadets with Eileen Reid – Jealous Heart,
 Tab Hunter – Jealous Heart,
 The Fontaine Sisters – Jealous Heart,

auf chartsurfer.de; abgerufen am 19. Februar 2022.
6. ↑  
Lale Andersen – Blaue Nacht am Hafen bei Discogs; abgerufen am 18. Februar 2022.
7. ↑  
Soundtrack von Das süße Leben des Grafen Bobby auf imdb.com; abgerufen am 19. Februar 2022.